# جيك سوندرز
جيك سوندرز (بالإنجليزية: Jake Saunders)‏ هو كاتب أمريكي، ولد في 1947.